# Ли Чхоль Ха
Ли Чхоль Ха (кор. 이철하; 12 сентября 1970, Сеул) — южнокорейский режиссёр, сценарист.

## Фильмография
- 2008 — Story of Wine (режиссёр, автор сценария)
- 2006 — Love Me Not (режиссёр, автор сценария)